# Siti di interesse comunitario della Puglia
Sulla base del Decreto 25 marzo 2005, pubblicato sulla Gazzetta Ufficiale della Repubblica Italiana n. 157 dell'8 luglio 2005 e predisposto dal Ministero dell'Ambiente e della Tutela del Territorio e del Mare ai sensi della relativa direttiva CEE, sono stati individuate e proposte diverse aree naturali per il riconoscimento quali  "Siti di interesse comunitario" (SIC).
Attualmente, i proposti Siti di Interesse Comunitario nelle province pugliesi sono 77:
32 nella provincia di Lecce, 20 nella provincia di Foggia, 9 nella provincia di Bari, 8 nella provincia di Taranto e altri 8 nella provincia di Brindisi.
L'elenco è stato aggiornato nel 2009.

## Elenco pSIC e pZPS della Puglia
| Nome                                            | Superficie (ha) | Tipo Sito | Provincia               | Codice Natura 2000 |
| ----------------------------------------------- | --------------- | --------- | ----------------------- | ------------------ |
| Bosco Guarini                                   | 19,668          | B         | Lecce                   | IT9150001          |
| Costa Otranto - Santa Maria di Leuca            | 1905,478        | E         | Lecce                   | IT9150002          |
| Aquatina di Frigole                             | 3162,621        | E         | Lecce                   | IT9150003          |
| Torre dell'Orso                                 | 60,044          | B         | Lecce                   | IT9150004          |
| Boschetto di Tricase                            | 4,153           | B         | Lecce                   | IT9150005          |
| Rauccio                                         | 5475,15         | E         | Lecce                   | IT9150006          |
| Torre Uluzzo                                    | 350,852         | E         | Lecce                   | IT9150007          |
| Montagna Spaccata e Rupi di San Mauro           | 1361,435        | E         | Lecce                   | IT9150008          |
| Litorale di Ugento                              | 7244,504        | E         | Lecce                   | IT9150009          |
| Bosco Macchia di Ponente                        | 12,92           | B         | Lecce                   | IT9150010          |
| Alimini                                         | 3716,187        | B         | Lecce                   | IT9150011          |
| Bosco di Cardigliano                            | 53,914          | B         | Lecce                   | IT9150012          |
| Palude del capitano                             | 2247,37         | B         | Lecce                   | IT9150013          |
| Litorale di Gallipoli e isola di Sant'Andrea    | 7005,421        | C         | Lecce                   | IT9150015          |
| Bosco di Otranto                                | 8,713           | B         | Lecce                   | IT9150016          |
| Bosco Chiuso di Presicce                        | 11,316          | B         | Lecce                   | IT9150017          |
| Bosco Serra dei Cianci                          | 47,583          | B         | Lecce                   | IT9150018          |
| Parco delle Querce di Castro                    | 4,467           | B         | Lecce                   | IT9150019          |
| Bosco Pecorara                                  | 23,677          | B         | Lecce                   | IT9150020          |
| Bosco le Chiuse                                 | 37,062          | E         | Lecce                   | IT9150021          |
| Palude dei Tamari                               | 10,778          | B         | Lecce                   | IT9150022          |
| Bosco Danieli                                   | 14,068          | B         | Lecce                   | IT9150023          |
| Torre Inserraglio                               | 100,371         | E         | Lecce                   | IT9150024          |
| Torre Veneri                                    | 1741,474        | E         | Lecce                   | IT9150025          |
| Palude del Conte, dune di Punta Prosciutto      | 5660,445        | E         | Lecce                   | IT9150027          |
| Porto Cesareo                                   | 225,345         | B         | Lecce                   | IT9150028          |
| Bosco di Cervalora                              | 28,678          | B         | Lecce                   | IT9150029          |
| Bosco La Lizza e Macchia del Pagliarone         | 476,02          | B         | Lecce                   | IT9150030          |
| Masseria Zanzara                                | 49,075          | B         | Lecce                   | IT9150031          |
| Le Cesine                                       | 2148,061        | K         | Lecce                   | IT9150032          |
| Specchia dell'Alto                              | 435,89          | B         | Lecce                   | IT9150033          |
| Posidonieto Capo San Gregorio - Punta Ristola   | 270,58          | B         | Lecce                   | IT9150034          |
| Isola e lago di Varano                          | 8145,66         | B         | Foggia                  | IT9110001          |
| Valle Fortore, lago di Occhito                  | 8369,459        | E         | Foggia                  | IT9110002          |
| Monte Cornacchia - Bosco Faeto                  | 6952,439        | E         | Foggia                  | IT9110003          |
| Foresta Umbra                                   | 20656,049       | I         | Foggia                  | IT9110004          |
| Zone umide della Capitanata                     | 14109,426       | I         | Foggia                  | IT9110005          |
| Valloni e Steppe Pedegarganiche                 | 29817,245       | C         | Foggia                  | IT9110008          |
| Valloni di Mattinata - Monte Sacro              | 6510,004        | C         | Foggia                  | IT9110009          |
| Isole Tremiti                                   | 372,169         | B         | Foggia                  | IT9110011          |
| Testa del Gargano                               | 5658,015        | K         | Foggia                  | IT9110012          |
| Monte Saraceno                                  | 197,097         | B         | Foggia                  | IT9110014          |
| Duna e lago di Lesina - Foce del Fortore        | 9823,088        | E         | Foggia                  | IT9110015          |
| Pineta Marzini                                  | 786,562         | E         | Foggia                  | IT9110016          |
| Castagneto Pia, Lapolda, Monte la Serra         | 688,767         | B         | Foggia                  | IT9110024          |
| Manacore del Gargano                            | 2062,897        | B         | Foggia                  | IT9110025          |
| Monte Calvo - Piana di Montenero                | 7619,523        | E         | Foggia                  | IT9110026          |
| Bosco Jancuglia - Monte Castello                | 4456,062        | E         | Foggia                  | IT9110027          |
| Bosco Quarto - Monte Spigno                     | 7861,465        | E         | Foggia                  | IT9110030          |
| Valle del Cervaro, Bosco dell'Incoronata        | 5769,253        | B         | Foggia                  | IT9110032          |
| Accadia - Deliceto                              | 3522,723        | B         | Foggia                  | IT9110033          |
| Monte Sambuco                                   | 7892,276        | E         | Foggia                  | IT9110035          |
| Grotte di Castellana                            | 60,674          | B         | Bari                    | IT9120001          |
| Murgia dei Trulli                               | 5457,023        | B         | Bari; Brindisi          | IT9120002          |
| Bosco di Mesola                                 | 3028,948        | E         | Bari                    | IT9120003          |
| Laghi di Conversano                             | 218,149         | B         | Bari                    | IT9120006          |
| Murgia Alta                                     | 125880,352      | C         | Bari; Taranto           | IT9120007          |
| Bosco Difesa Grande                             | 5268,085        | B         | Bari                    | IT9120008          |
| Posidonieto San Vito - Barletta                 | 12458,788       | E         | Bari                    | IT9120009          |
| Pozzo Cucù                                      | 58,658          | B         | Bari                    | IT9120010          |
| Valle Ofanto - lago di Capaciotti               | 7571,833        | B         | Bari; Foggia            | IT9120011          |
| Torre Colimena                                  | 2678,086        | E         | Taranto; Lecce          | IT9130001          |
| Masseria Torre Bianca                           | 583,105         | B         | Taranto                 | IT9130002          |
| Duna di Campomarino                             | 1845,708        | E         | Taranto                 | IT9130003          |
| Mar Piccolo                                     | 1374,457        | B         | Taranto                 | IT9130004          |
| Murgia di Sud - Est                             | 47600,062       | E         | Taranto; Bari; Brindisi | IT9130005          |
| Pinete dell'Arco Ionico                         | 3685,828        | E         | Taranto                 | IT9130006          |
| Area delle Gravine                              | 26739,782       | C         | Taranto                 | IT9130007          |
| Posidonieto isola di San Pietro - Torre Canneto | 3147,662        | B         | Taranto                 | IT9130008          |
| Bosco Tramazzone                                | 4406,319        | E         | Brindisi                | IT9140001          |
| Litorale Brindisino                             | 7255,855        | E         | Brindisi                | IT9140002          |
| Stagni e Saline di Punta della Contessa         | 2858,158        | C         | Brindisi                | IT9140003          |
| Bosco I Lucci                                   | 25,818          | B         | Brindisi                | IT9140004          |
| Torre Guaceto e Macchia S. Giovanni             | 7909,297        | K         | Brindisi                | IT9140005          |
| Bosco di Santa Teresa                           | 39,442          | B         | Brindisi                | IT9140006          |
| Bosco Curtipetrizzi                             | 56,925          | B         | Brindisi                | IT9140007          |
| Foce Canale Giancola                            | 53,595          | B         | Brindisi                | IT9140009          |